# Myopinae
Myopinae là một phân họ ruồi trong họ Conopidae.

## Hình ảnh

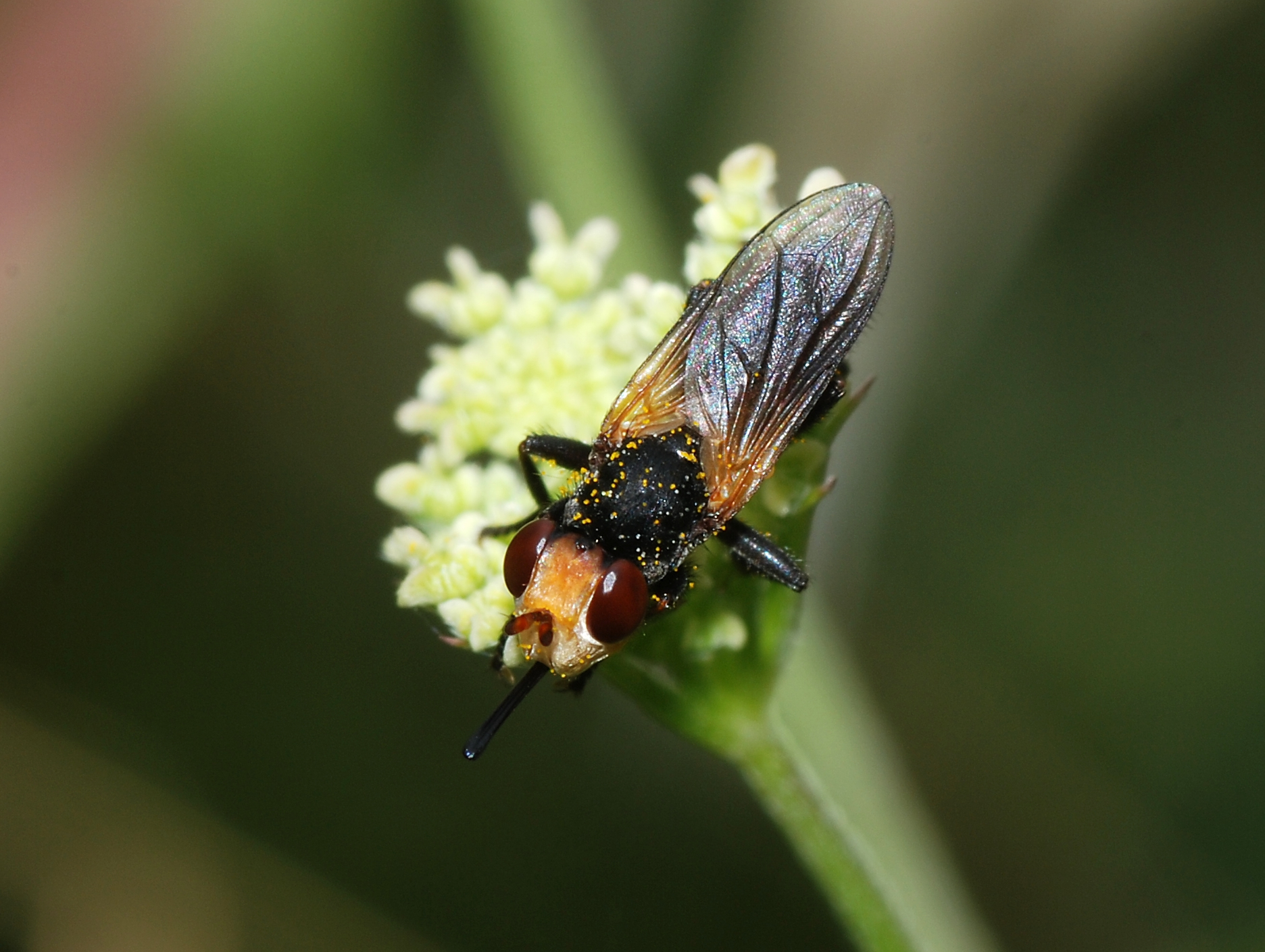

## Các tông
- Myopini
- Sicini
- Zodionini

Danh sách này không đầy đủ, bạn cũng có thể giúp mở rộng danh sách.